# Rot an der Rot
Rot an der Rot település Németországban, azon belül Baden-Württembergben. Lakosainak száma 4533 fő (2023. december 31.). Rot an der Rot Aitrach, Steinhausen an der Rottum és Erlenmoos községekkel határos.

## Népesség
A település népessége az elmúlt években az alábbi módon változott:
| Lakosok száma | 3565 | 3738 | 3667 | 3724 | 3807 | 4278 | 4328 | 4413 | 4405 | 4533 |
|               | 1961 | 1967 | 1974 | 1980 | 1987 | 1993 | 2000 | 2006 | 2013 | 2023 |